# Brændstoftank (beholder)
 For alternative betydninger, se Brændstoftank. (Se også artikler, som begynder med Brændstoftank)
En brændstoftank eller brændstofbeholder er en sikker væskebeholder beregnet til at indeholde brændstof. Termen anvendes typisk i forbindelse med et motorsystem hvori brændstoffet lagres i kortere eller længere tid og hvor brændstoffet aftappes hvis gas – eller pumpes ud hvis væske.
| Motor | Spire Denne artikel om motorer og motordele er en spire som bør udbygges. Du er velkommen til at hjælpe Wikipedia ved at udvide den. |